# Љубиње
Љубиње је насељено мјесто и сједиште истоимене општине у Републици Српској, БиХ. Налази се у Источној Херцеговини, на пола пута између Требиња и Мостара. Према подацима пописа становништва 2013. године, у насељеном мјесту Љубиње укупно је пописано 2.595 лица.

## Историја
Први пут се спомиње у XIV вијеку, a као насељено мјесто се први пут изричито спомиње у документима 1404. године.
Године 1168. све околне српске области (Зета, Травунија, Захумље и Неретљанска кнежевина) је преузео Стефан Немања. Под влашћу Немањића ће и остати све до краја династије. Растко Немањић је у младости од оца Стефана Немање добио Захумље на управу. Још увијек су у овим крајевима жива многобројна предања везана за Светог Саву. Касније је подручје Љубиња било и у саставу босанске државе Твртка I, а након њега се смјењују многи обласни господари, до пада под Турке.
Турска владавина трајала је од 1466. па све до 1878. године, када их смјењује Аустроугарска. На почетку турске владавине на овим подручјима Љубиње је било центар за источну Херцеговину чије су ингеренције досезале на истоку до границе са Црном Гором и на западу до Мостара, обухватајући и Мостар.
На Берлинском конгресу 1878. године Аустроугарска је добила мандат да окупира Босну и Херцеговину. Дана 14. августа 1878. године аустроугарска војска је умарширала у Љубиње, чиме је окончана турска владавина на овим просторима. Године 1908. Аустроугарска је извршила анексију Босне и Херцеговине, која ће остати у њеном саставу до краја Првог свјетског рата. и коначног ослобођења, дана 6. новембра 1918. када је српска војска умарширала у Љубиње

## Културно-историјски споменици

### Црква Рођења Пресвете Богородице у Љубињу
Црква у Љубињу је саграђена 1867. године. Грађена је од камена, има звоник на преслицу са три звона, од којих је једно оштећено у току 1941. године (Други свјетски рат). Црква је прекривена цријепом, више пута је обнављана, као и посљедњи пут 2015. године. Дрвени иконостас попуњен је са иконама на платну, које се завршавају Христовим Распећем. Посебну вриједност имају „Служабник” — црквена књига штампана у Венецији 1580. године, Св. Јеванђеље, штампано у Москви 1789. године, које је црква добила 1890. године као поклон Црквене општине Св. Спиридона из Трста, као и литија на којој је лик Христа и Богородице, прилог Зорке Радоњић (1901). Уз цркву је направљена школска зграда 1878. која је 1959. национализована, а 1992. враћена је цркви, да би 1998. зграда била реновирана.
Одлуком из 2005. године црква Рођења Пресвете Богородице у Љубињу са некрополом стећака је проглашена националним спомеником.
Археолошка истраживања цркве из 2014. године, спроведена од стране археолога Музеја Херцеговине и Завода за заштиту споменика Републике Српске, показала су да је црква обновљена на темељима старијих цркви. Остаци темеља најстарије цркве су датирани оквирно у рани средњи вијек (XI—X вијек) док су темељи друге двије цркве датиране у средњи вијек (XII односно XIV вијек) и вјероватно се ради о цркви која се помиње у турском дефтеру из 1585. године као црква у Барносима.

### Црква Рођења Господа Исуса Христа у Љубињу
Вријеме одлуке о градњи храма дошло је у данима када је цијело хришћанство славило 2000 година трајања. Све је упућивало на славу Рођења Исуса Христа, па је и овај храм посвећен том највећем догађају за историју човјечанства. Дана 11. јуна 2000. године освештани су темељи грађевине новог Саборног храма у Љубињу према пројекту архитекте Љубише Фолића, уз благослов епископа захумско-херцеговачког г. Григорија и умировљеног г. Атанасија. На дан Рођења Пресвете Богородице који је крсна слава старе цркве и општине Љубиње, 21. септембра 2004. године, обављено је освештање новог Саборног храма.

## Привреда
Становништво се у посљедњих петнаестак година бави углавном пољопривредом. Главна пољопривредна култура, дуван, у посљедње вријеме доживљава најтеже тренутке од његовог доласка на ове терене. Узроци таквог стања налазе се у неорганизованој производњи и откупу од стране државе тако да су пољопривредни произвођачи препуштени на милост и немилост хаосу тржишта и приватним откупљивачима. Сточарство као грана пољопривреде која је некада била веома развијена у Љубињском крају пало је на низак ниво због непланског клања стоке у послијератном периоду тако да је сточни фонд десеткован. Некада познати воћарски крај тренутно има неколико мањих плантажа вишње у фази подизања. Правци развоја пољопривреде требало би да се крећу ка подизању воћарства (јабука, шљива, вишња), виноградарства и обнови сточарске производње.

## Становништво
|             | 2013.          | 1991.          | 1981.          | 1971.        |
| Укупно      | 2 595 (100,0%) | 2 265 (100,0%) | 1 660 (100,0%) | 796 (100,0%) |
| Срби        | 2 567 (98,92%) | 2 114 (93,33%) | 1 448 (87,23%) | 710 (89,20%) |
| Хрвати      | 8 (0,308%)     | 3 (0,132%)     | 5 (0,301%)     | 5 (0,628%)   |
| Црногорци   | 5 (0,193%)     | –              | 22 (1,325%)    | 8 (1,005%)   |
| Остали      | 5 (0,193%)     | 28 (1,236%)    | 1 (0,060%)     | –            |
| Бошњаци     | 4 (0,154%)     | 103 (4,547%)1  | 74 (4,458%)1   | 49 (6,156%)1 |
| Неизјашњени | 4 (0,154%)     | –              | –              | –            |
| Југословени | 1 (0,039%)     | 17 (0,751%)    | 107 (6,446%)   | 16 (2,010%)  |
| Непознато   | 1 (0,039%)     | –              | –              | –            |
| Албанци     | –              | –              | 3 (0,181%)     | –            |
| Роми        | –              | –              | –              | 8 (1,005%)   |

1. 1 На пописима од 1971. до 1991. Бошњаци су пописивани углавном као Муслимани.

| Демографија (срез Љубиње) (срез Љубиње) | Демографија (срез Љубиње) (срез Љубиње) | Демографија (срез Љубиње) (срез Љубиње) |
| Година                                  | Становника                              | Становника                              |
| --------------------------------------- | --------------------------------------- | --------------------------------------- |
| 1879.                                   | 10.283                                  |                                         |
| 1885.                                   | 11.381                                  |                                         |
| 1895.                                   | 12.238                                  |                                         |
| 1910.                                   | 14.606                                  |                                         |
| 1921.                                   | 14.422                                  |                                         |
| 1931.                                   | 14.980                                  |                                         |
| 1948.                                   | 503                                     |                                         |
| 1953.                                   | 469                                     |                                         |
| 1961.                                   | 621                                     |                                         |
| 1971.                                   | 796                                     |                                         |
| 1981.                                   | 1.660                                   |                                         |
| 1991.                                   | 2.265                                   |                                         |
| 2013.                                   | 2.595                                   |                                         |

## Галерија
- Јама Ржани до
- Јама Пандурица - споменик
- Јама Пандурица